# Britannia Royal Naval College
Britannia Royal Naval College – uczelnia wojskowa w Dartmouth, w Anglii, kształcąca kadrę oficerską brytyjskiej marynarki wojennej (Royal Navy).
Zespół budynków uczelni zbudowany został w latach 1898–1905, zaprojektowany przez architekta Astona Webba, i otwarty w 1908 roku. Dartmouth było ośrodkiem szkoleniowym marynarki jeszcze przed otwarciem uczelni. Szkolenie kadetów odbywało się bowiem na pokładzie stacjonujących tu żaglowców HMS „Britannia” (1863–1869), HMS „Hindostan” (1865–1905) i HMS „Britannia” (1869–1916).
Podczas II wojny światowej, we wrześniu 1942 roku uczelnia była celem nalotu przeprowadzonego przez niemieckie lotnictwo. W następstwie tego wydarzenia kadeci i kadra dydaktyczna zostali tymczasowo przeniesieni do Eaton Hall, w hrabstwie Cheshire. We wrześniu 1946 roku szkoła wznowiła działalność.
W 1972 roku kompleks uczelniany wpisany został do rejestru zabytków (zabytek klasy II*).
Od 1998 roku, kiedy to zamknięto Royal Naval College w Greenwich, Britannia Royal Naval College jest jedyną uczelnią marynarki wojennej w Wielkiej Brytanii.
Do absolwentów należą król Karol III, Filip, książę Edynburga, Andrzej, książę Yorku i Louis Mountbatten.